# Edwin Ouon
Edwin Ouon (n. 26 ianuarie 1981, Aubervilliers, Franța) este un fotbalist rwandezo-francez, care evoluează la clubul grec Levadiakos FC și echipa națională de fotbal a Rwandei.

## Carieră
A fost într-o formă excelentă în sezonul 2008-2009 și a fost considerat unul dintre cei mai buni fundași centrali ai sezonului.
În prezent este curtat de echipa de fotbal Steaua București, care încearcă să rezolve transferul până la sfârșitul lunii ianuarie.

## Palmares
AEL Limassol
- Prima Divizie Cipriotă: 2011-12

Individual
- Fundașul anului în Cipru